# Буянівська сільська рада
Буянівська сільська рада — колишня адміністративно-територіальна одиниця та орган місцевого самоврядування у Луцькому районі Волинської області з адміністративним центром у с. Буяни.
Припинила існування 5 січня 2018 року через об'єднання в Торчинську селищну громаду Волинської області. Натомість утворено Буянівський старостинський округ при Торчинській селищній громаді.

## Населені пункти
Сільській раді підпорядковувались населені пункти:
- с. Буяни
- с. Усичі
- с. Усичівські Будки

## Склад ради
Рада складалась з 16 депутатів та голови.

## Керівний склад сільської ради
| ПІБ                        | Основні відомості                                                 | Дата обрання | Дата звільнення |
| -------------------------- | ----------------------------------------------------------------- | ------------ | --------------- |
| Карабан Ярослав Васильович | Сільський голова, 1954 року народження, освіта, безпартійний      | 26.03.2006   | 31.10.2010      |
| Кучер Галина Петрівна      | Сільський голова, 1963 року народження, освіта вища, позапартійна | 31.10.2010   |                 |

Примітка: таблиця складена за даними джерела

## Населення
Згідно з переписом УРСР 1989 року чисельність наявного населення сільської ради становила 1463 особи, з яких 680 чоловіків та 783 жінки.
За переписом населення України 2001 року в сільській раді мешкало 1437 осіб.

### Мова
Розподіл населення за рідною мовою за даними перепису 2001 року:
| Мова       | Відсоток |
| ---------- | -------- |
| українська | 98,75 %  |
| російська  | 1,11 %   |
| білоруська | 0,07 %   |
| молдовська | 0,07 %   |